# Grabtown, comitatul Bertie, Carolina de Nord
Grabtown (cunoscută anterior ca Quitsna) este o localitate neîncorporată din comitatul Bertie.  Se găsește la o altitudine de 8 m (sau 26 de picioare) deasupa nivelului mării la coordonatele 35°57′26″N 77°01′59″V / 35.95722°N 77.03306°V.